# Ristovac
Ristovac es un pueblo ubicado en el territorio de Vranje, en el distrito de Pčinja, Serbia.

## Superficie
Posee una superficie de 3,576 kilómetros cuadrados.

## Demografía
Hasta 2011 la población era de 347 habitantes, con una densidad de población de 97,04 habitantes por kilómetro cuadrado.